# يان بيتليك
يان بيتليك (بالدنماركية: Jan Pytlick)‏ مواليد 5 يونيو 1967، هو لاعب كرة يد دانمركي سابق أصبح مدرباً. درب منتخب الدنمارك لكرة اليد للسيدات.

## الميداليات
| الميدالية | المسابقة                            |
| --------- | ----------------------------------- |
| ذهبية     | الألعاب الأولمبية الصيفية 2004      |
| ذهبية     | الألعاب الأولمبية الصيفية 2000      |
| برونزية   | بطولة العالم لكرة اليد للسيدات 2013 |
| ذهبية     | بطولة أوروبا لكرة اليد للسيدات 2002 |
| فضية      | بطولة أوروبا لكرة اليد للسيدات 2004 |